# Peter Michel (Schriftsteller)
Peter Michel (* 25. Juni 1953 in Dresden) ist ein deutscher Schriftsteller spiritueller und esoterischer Literatur und Gründer und Geschäftsführer des Aquamarin Verlags.

## Leben und Werk
Michel flüchtete mit seiner Familie 1956 aus der DDR über Berlin nach Hannover. Von 1973 bis 1981 studierte er an der Gottfried Wilhelm Leibniz Universität Hannover, an der Albert-Ludwigs-Universität Freiburg und Rheinischen Friedrich-Wilhelms-Universität Bonn die Fächer Philosophie, Volkswirtschaft, Germanistik und Religionswissenschaft. Er promovierte 1981 in Freiburg zum Doktor der Philosophie mit einer Abhandlung über die mystischen Quellen im Werk von Nelly Sachs.
Peter Michel basiert seine zentralen Aussagen auf die klassischen Autoren der Theosophischen Gesellschaft wie Helena Petrovna Blavatsky, Henry Steel Olcott und Charles Webster Leadbeater sowie auf Vertreter indischer und tibetischer Lehren wie Aurobindo Ghose und Anagarika Govinda.
Eine zentrale Schrift Michels ist das Buch Weltreligion. Michel vertritt darin mit Bezug auf die biblische Aussage, dass „der Geist weht, wo er will“ (Joh 3,8), die Auffassung, dass eine Religion der Zukunft nicht auf Dogmen oder Vorschriften basieren kann oder ihren Anhängern verbindliche Lehren vorschreiben darf. Vielmehr würde die künftige Weltreligion eine „Religion des Herzens“ sein, in der jeder einzelne Mensch seinen persönlichen Weg zur geistigen Freiheit geht. Dabei arbeitet Michel eine „liebevolle Spiritualität“ als wichtig heraus, die auf der Toleranz, einer Achtung vor anderen Menschen und einem echten Mitgefühl ihnen gegenüber gegründet ist.
1981 gründete er zusammen mit Petra Michel den Aquamarin Verlag, in dem er neben klassischen Esoterikwerken über Astrologie, Engel und Tod auch Texte der neueren indischen Philosophie wie solche von Jiddu Krishnamurti und Sri Aurobindo herausbringt.
Peter Michel ist mit der slowakischen Schriftstellerin und Fernsehmoderatorin Katarina Michel verheiratet. Gemeinsam veröffentlichten sie mehrere Bücher, darunter Spontanheilung und 12 Gesetze der Heilung.
Achtung: Es gibt einen weiteren Schriftsteller des gleichen Namens, dieser wurde 1971 in Marburg/Lahn geboren und steht mit dem hier genannten in keinerlei verwandtschaftlichem Verhältnis. Leider werden Fotos, Biografien, Werke und Texte oft vermischt. Dies führt zu fehlerhaften Einträgen und einer falschen Wahrnehmung.

## Rezeption und Kritik
Der evangelische Theologe und Esoterik-Spezialist Jens Schnabel vertritt die Auffassung, dass Peter Michel „als einer der profiliertesten Vertreter gegenwärtiger Theosophie gelten kann.“ Die Esoterik-Kritiker Eduard Gugenberger und Roman Schweidlenka heben hervor, dass Michel bewusst versucht, neurechten Tendenzen in der Esoterik entgegenzuwirken: „In seinen empirisch-wissenschaftlich erarbeiteten Büchern über das theosophische guruistische und ‚geistchristliche’ Weltbild setzte sich Verlags-Chef Peter Michel durchaus kritisch mit verschiedenen Teilbereichen desselben auseinander. Auschwitz, rassische Vorurteile und ‚deutscher Ungeist’ -–esoterisch schwer zu verarbeitende Erbgüter – spuken da noch herum. Doch glaubt Michel, ihnen durch seine Arbeit wie auch durch sein Verlagsprogramm beikommen zu können.“ Der Theologe Ulrich H. J. Körtner kritisiert Michels mit hinduistischen Lehren übereinstimmende Interpretation des Karma, wonach man durch Leiden im gegenwärtigen Leben „nun sein schlechtes Karma abtragen muss,“ das man in früheren Leben wirkte.
Peter Michel war mit dem Physiker Hans-Peter Dürr befreundet. Eines ihrer Gespräche über Naturwissenschaft und Spiritualität wurde 2012 unter dem Titel Es gibt keine Materie! als Buch veröffentlicht.

## Werke
- Atlantis (ISBN 3-89427-190-6)
- Aura-Soma und die Chakras, gemeinsam mit Mike Booth (ISBN 3-89427-226-0)
- Charles W. Leadbeater – Die Biographie (ISBN 3-89427-107-8)
- Das große illustrierte Aura-Buch (ISBN 3-89427-265-1)
- Das sirianische Sonnenschloß (ISBN 3-922936-18-0)
- Das Weltbild der Yoga-Meister (ISBN 3-922936-08-3)
- Der Sternenengel, gemeinsam mit Sulamith Wülfing (ISBN 3-89427-112-4)
- Der verzauberte Aquamarin (ISBN 3-922936-03-2)
- Die Botschafter des Lichtes. Band 1 (ISBN 3-922936-26-1)
- Die Botschafter des Lichtes. Band 2 (ISBN 3-922936-34-2)
- Die großen Weg-Weiser (ISBN 3-89427-135-3)
- Die großen Weg-Weiser – Dalai Lama (ISBN 3-89427-124-8)
- Die großen Weg-Weiser – Flower A. Newhouse (ISBN 3-89427-123-X)
- Die großen Weg-Weiser – Krishnamurti (ISBN 3-89427-122-1)
- Die großen Weg-Weiser – Lama Anagarika Govinda (ISBN 3-89427-121-3)
- Die großen Weg-Weiser – Sri Aurobindo (ISBN 3-89427-120-5)
- Die Sternenbruderschaft (ISBN 3-89427-070-5)
- Giordano Bruno, gemeinsam mit Annie Besant (ISBN 3-89427-138-8)
- Karma und Gnade (ISBN 3-89427-188-4)
- Krishnamurti – Ein Mensch der Zukunft (ISBN 978-3-89427-374-3)
- Krishnamurti – Freiheit und Liebe (ISBN 3-89427-018-7)
- Seelenlicht (ISBN 3-89427-232-5)
- Stell dir vor, du wärst ein Tier, gemeinsam mit Annette Wagner (ISBN 3-89427-312-7)
- Weltreligion (ISBN 3-89427-168-X)

### Spiele
- Spirituelle Tisch-Gespräche, gemeinsam mit Annette Wagner (ISBN 978-3-89427-365-1)
- Die Chakra-Praxis-Karten, gemeinsam mit Annette Wagner (Orakelkarten 3-89427-299-6)
- Karma und Gnade – Das große Reinkarnationsspiel (Orakelkarten 3-89427-055-1)